# 高崎站 (厦门地铁)
高崎站（廈門話：/kɤ˥˥ kia˧˥/）位于中华人民共和国福建省厦门市湖里区嘉禾路厦门高崎站东侧地下，是厦门轨道交通1号线的地铁车站，亦是厦门地铁1号线进入岛内的第一座车站。高崎地名来源于原高崎村南24级台阶的高地，原写作“高岐”:98。2017年12月31日投入运营。

## 车站结构
高崎站为地下二层车站，车站建筑面积为17810平方米。车站地下一层为站厅层；地下二层为1号线站台层，岛式站台。
| 地面层   | 出入口                               | 出入口                         |
| 地下一层 | 站厅                                 | 票务服务、客服中心、进出站闸机 |
| 地下二层 | 北行                                 | 1 往岩内方向 （集美学村）      |
| 地下二层 | 岛式站台，列车运行方向左侧的车门开启 |                                |
| 地下二层 | 南行                                 | 1 往镇海路方向 （殿前）        |

## 其他
該站與廈門高崎國際機場有接駁專線。車資10元，25分鐘一班。
路線：地鐵高崎站↔機場T3航站樓↔機場T4航站樓。

## 邻近交通
- 鹰厦铁路厦门高崎站
- 厦门高崎国际机场